# مكتب منظمة الصحة العالمية الإقليمي لشرق البحر المتوسط
المكتب الإقليمي لمنظمة الصحة العالمية لشرق البحر المتوسط هو المكتب الذي يخدم 22 دولة وإقليم في الشرق الأوسط وشمال إفريقيا والقرن الأفريقي وآسيا الوسطى. إنه أحد المكاتب الإقليمية الستة لمُنظمة الصحة العالمية حول العالم.

## التاريخ
تم إنشاء جميع الأقسام الإقليمية لمنظمة الصحة العالمية بين عامي 1949 و 1952. وهي تستند إلى المادة 44 من دستور المنظمة، والتي تسمح لمنظمة الصحة العالمية «بإنشاء منظمة إقليمية [واحدة] لتلبية الاحتياجات الخاصة [لكل منطقة] محددة». يتم اتخاذ العديد من القرارات على المستوى الإقليمي، بما في ذلك المُناقشات حول ميزانية منظمة الصحة العالمية، وفي تحديد أعضاء الجمعية التالية، والتي يتم تعيينها من قبل الأقاليم.

## الأعضاء
يهدف المكتب الإقليمي لمنظمة الصحة العالمية لشرق البحر المتوسط إلى العمل مع الحكومات المحلية والوكالات المتخصصة والشركاء والمُساهمين الآخرين في مجال الصحة العامة لوضع السياسات الصحية وتعزيز النُظم الصحية  القومية.
يخدُم إقليم شرق البحر المتوسط التابع لمنظمة الصحة العالمية، والذي يضم الدول الأعضاء ال 21 في الشرق الأوسط وشمال إفريقيا والقرن الأفريقي وآسيا الوسطى، والأراضِ الفلسطينية المُحتلة (الضفة الغربية وقطاع غزة). يغطي المكتب حوالي 583 مليون شخص.
البلدان والأقاليم في المكتب الإقليمي لمنظمة الصحة العالمية لشرق المتوسط هي:
- أفغانستان
- البحرين
- جيبوتي
- مصر
- إيران
- العراق
- الأردن
- الكويت
- لبنان
- ليبيا
- المغرب
- سلطنة عمان
- باكستان
- دولة فلسطين
- قطر
- السعودية
- الصومال
- السودان
- سوريا
- تونس
- الإمارات العربية المتحدة
- اليمن

## الموقع
كان يقع المكتب الإقليمي لمنظمة الصحة العالمية لشرق البحر المتوسط في الإسكندرية، مصر. ولكن تم نقله في وقت لاحق إلى موقعه الجديد في مدينة نصر، القاهرة.

## اللغات
اللغات الرسمية لمنظمة الصحة العالمية في إقليم شرق البحر المتوسط هي العربية والإنجليزية والفرنسية. ومع ذلك، تُستخدم لُغات وطنية أخرى مثل الفارسية والأردية والداري والباشتو والصومالية في توصيل الرسائل الصحية وتقديم البرامج الصحية.

## الخدمات

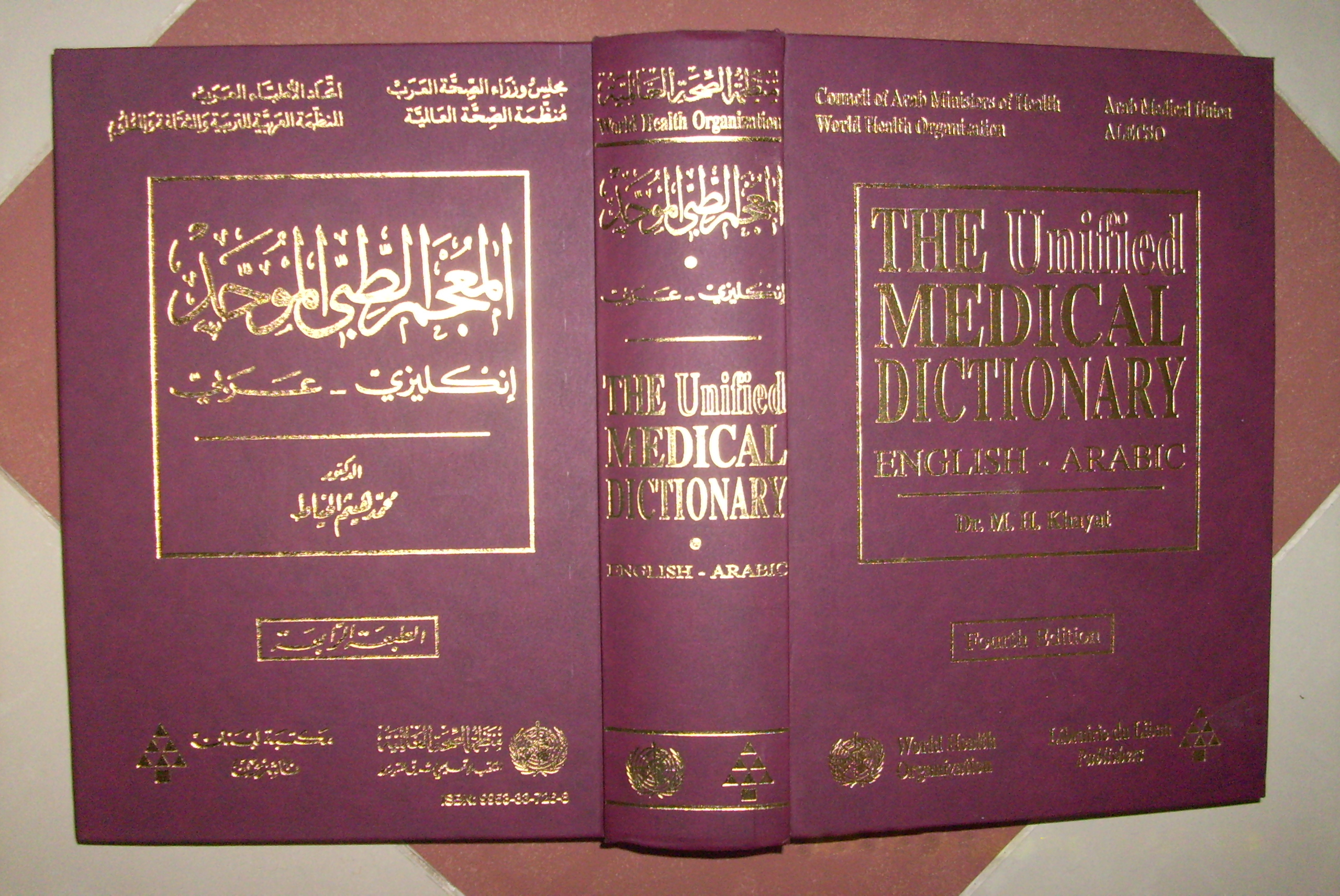
المعجم الطبي الموحد

- قاموس طبي عربي-إنجليزي-فرنسي مُوحد للمساعدة في تقدم العلوم الطبية والصحية في الدول العربية.[5] يوجد إصدار له عبر الإنترنت مع محرك بحث.
- مجلة الصحة لشرق البحر المتوسط.[6]

## الروابط الخارجية
- موقع المكتب الإقليمي لمنظمة الصحة العالمية لشرق البحر المتوسط.
- موقع الرسمي لمنظمة الصحة العالمية.